# Freisenbruch
Freisenbruch ist ein Stadtteil im Osten der Stadt Essen.

## Charakter
Freisenbruch wird im Westen durch Steele, wo auch das nächste Mittelzentrum liegt, im Norden durch Leithe, im Osten durch Wattenscheid und im Süden durch Horst begrenzt.
Freisenbruch ist überwiegend geprägt von Wohnbebauung. Das Bergmannsfeld ist ab 1966 als Großwohnsiedlung aus Fertigteilen errichtet worden. Es entstand, wie ähnliche Siedlungen in angrenzenden Stadtteilen, aus damaliger Wohnungsnot und dem damals erwarteten, stetigen Wachstum. Heute wohnen allein im Bergmannsfeld rund 5000 Menschen. Als Teil des großen Bauvorhabens Oststadt erhielt es damals den Preis der Bau-Ausstellung Deubau.
Westlich schließt sich die heutige Parkanlage Bergmannsbusch an. Der Bauer Bergmann forstete das Gelände Anfang des 20. Jahrhunderts auf. Früher besaß er einen Bauernhof auf diesem Gebiet. Die bis 1412 nachgewiesene Familie Bergmann ist Namensgeberin der Siedlung und der Parkanlage.
Westlich des Bergmannsfeldes befindet sich seit 1976 das heute unter Denkmalschutz stehende Kulturzentrum Bürgerhaus Oststadt.
Das östliche Eiberg, das in Teilen zu Freisenbruch gehört, ist mit zahlreichen landwirtschaftlich genutzten Flächen eher ländlich geprägt.
Mit dem Schwimmzentrum Oststadt verfügt Freisenbruch über ein Hallen- und Freibad, wobei das Freibad zu den großen Bädern der Stadt Essen zählt. Freisenbruch verfügt über ein DRK-Seniorenzentrum. Im Stadtteil findet jeden Karnevalssonntag ein eigener Karnevalsumzug statt, dem das Gänsereiten des hier ansässigen Gänsereiter-Vereins vorausgeht.
Zu den schulischen Einrichtungen gehört das Weiterbildungskolleg der Stadt Essen/Abendrealschule Eiberg, das 2009 die Hauptschule am Sachsenring in dem Gebäudekomplex ablöste. Ihr vorheriger Sitz befand sich in der Bertha-Suttner-Realschule in Rüttenscheid. Eine Gemeinschaftsgrundschule befindet sich im Morungenweg, und eine städtisch-katholische Grundschule, die 1893 gegründete Antoniusschule, Im Haferfeld. Die 1969 eröffnete Grundschule im Bergmannsfeld in der Erasmusstraße war nach Plänen der Schulverwaltung aus dem Jahr 2010 von Schließung bedroht, ist aber weiterhin in Betrieb.
Auf dem Gelände südwestlich der Kreuzung Bochumer Landstraße/Sachsenring ist der Bau eines Einkaufszentrums geplant. Im Juni 2020 fasste der Rat der Stadt Essen den Satzungsbeschluss zum „Bebauungsplan Bochumer Landstraße/Sachsenring/Rodenseelstraße“. Darin geht es um einen grundsätzlichen Umbau des Kreuzungsbereiches mit geänderter Verkehrsführung.

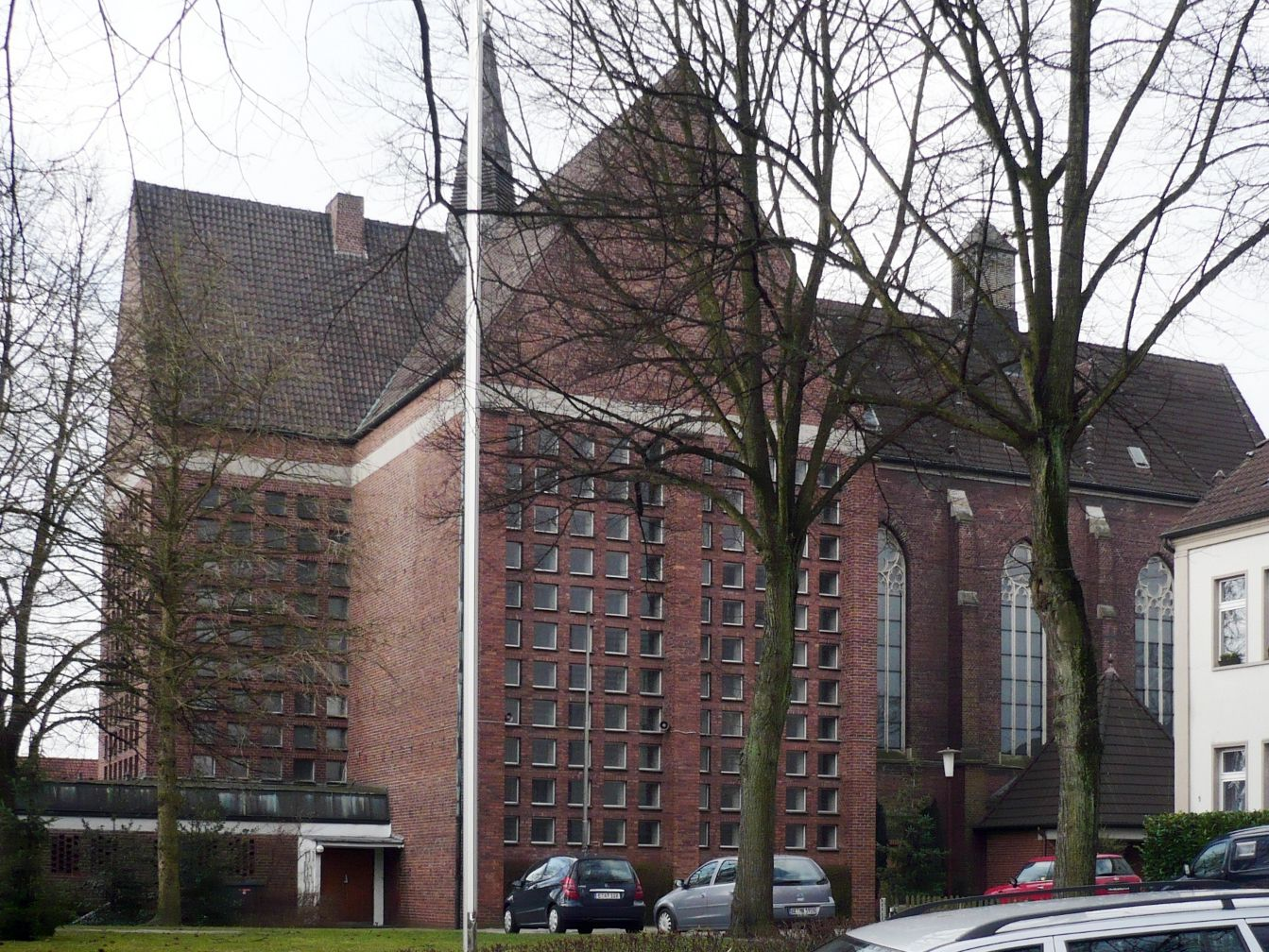
St.-Antonius-Kirche
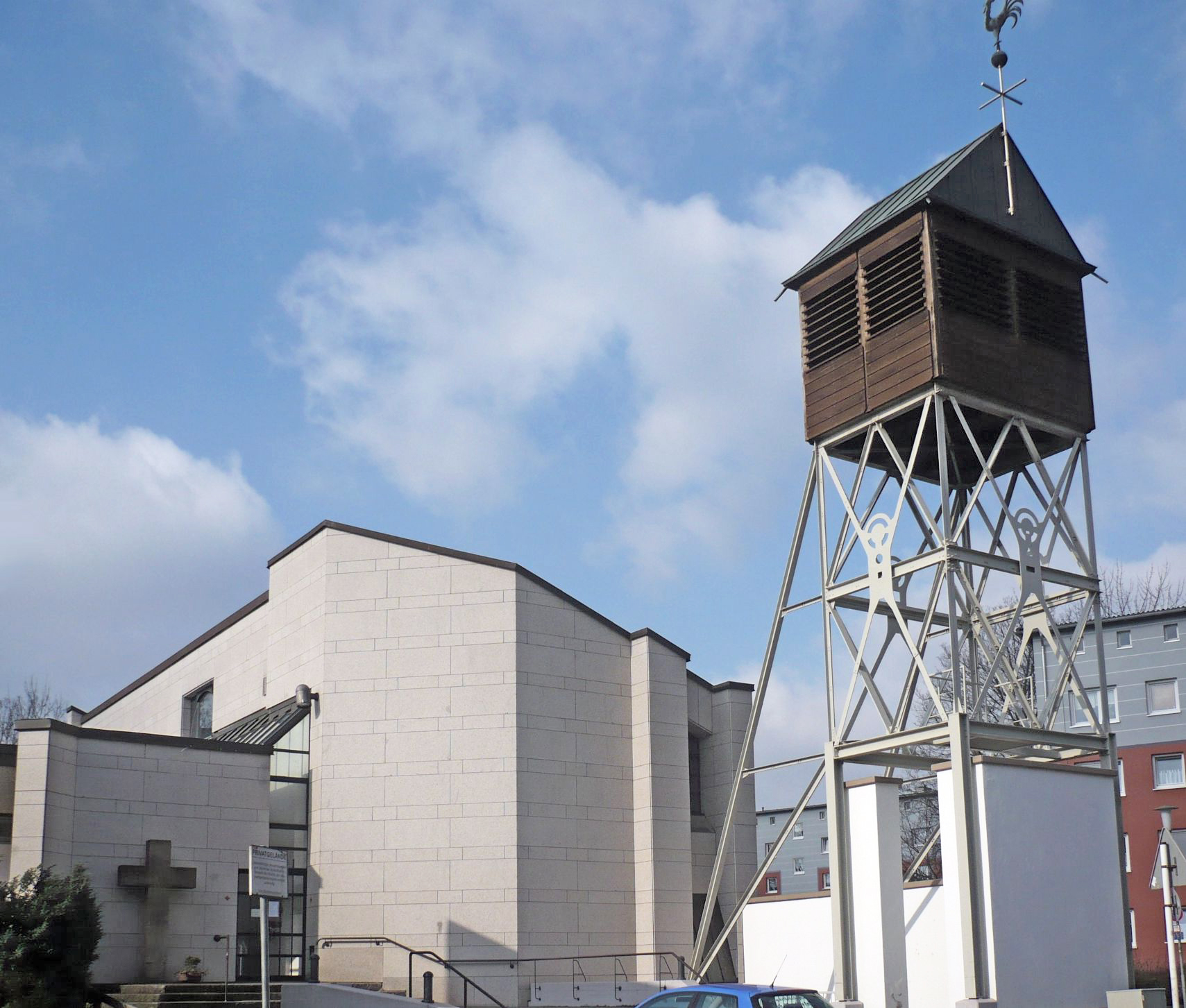
St.-Altfrid-Kirche
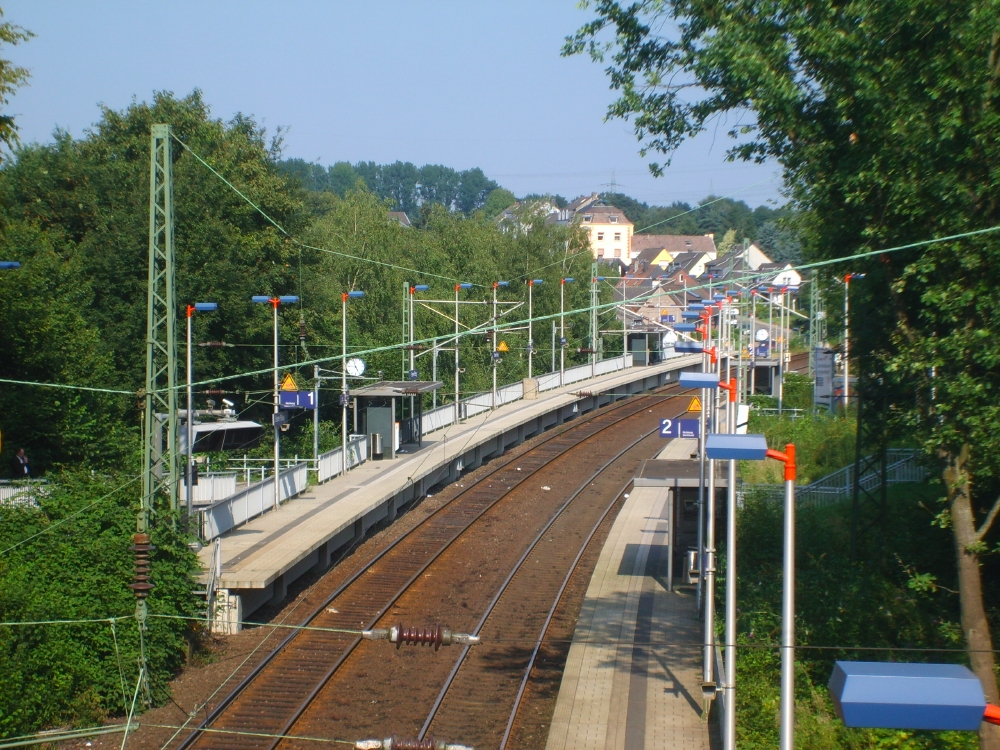
S-Bahn-Haltepunkt Essen-Eiberg
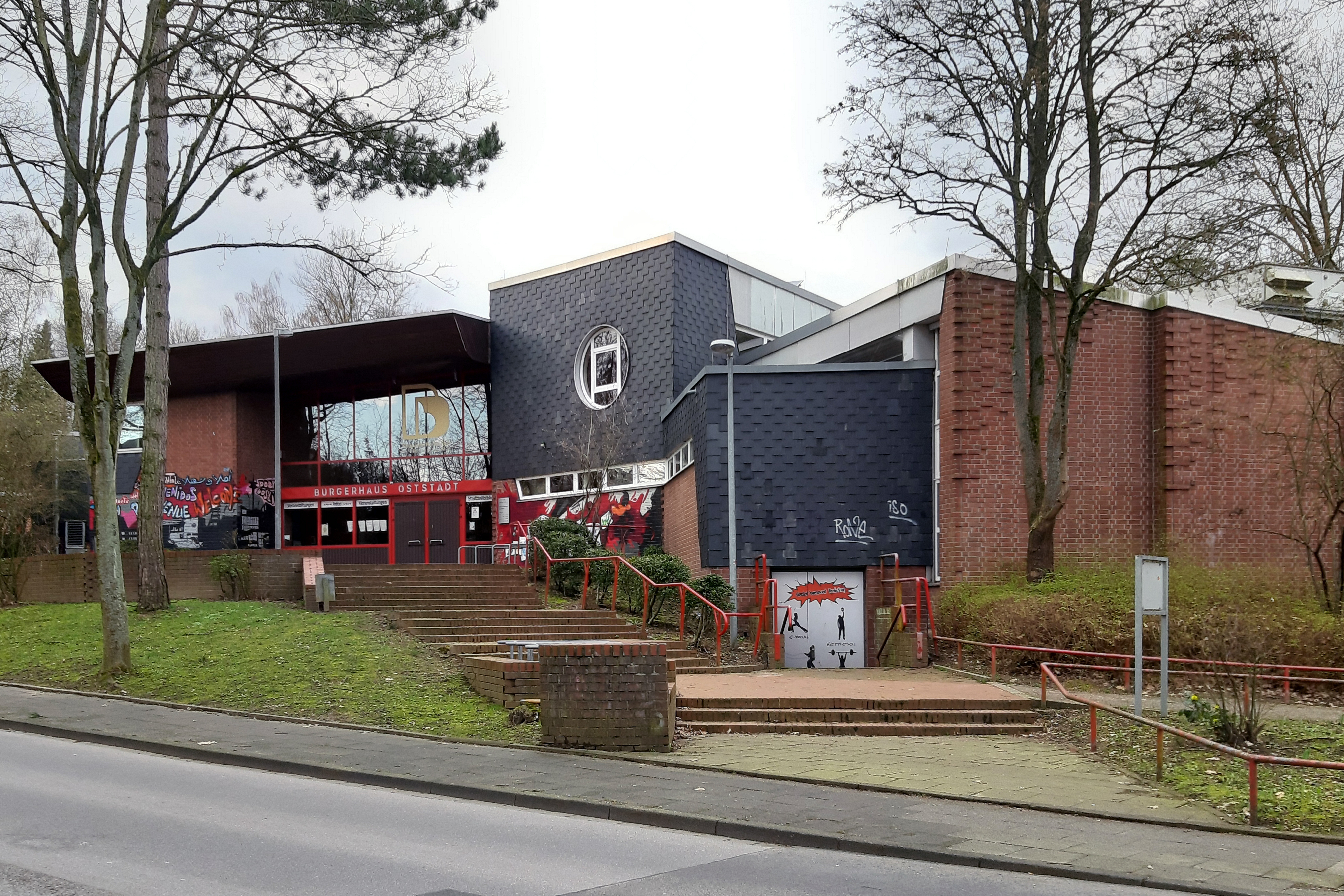
Bürgerhaus Oststadt

## Geschichte
1047 wird in einem Verzeichnis des Klosters Werden die Bauerschaft Freisenbruch erwähnt, durch die der alte Handelsweg, der Hellweg, verlief.
Freisenbruch und Eiberg gehörten, wie auch Horst, zum Amt Königssteele. Am 1. April 1919 wurden die drei Orte nach Königssteele eingemeindet. Königssteele wurde 1926 mit der damaligen Stadt Steele vereinigt und gehörte seitdem zur preußischen Rheinprovinz. Freisenbruch wurde 1929 mit Steele in die Stadt Essen eingemeindet.
Das ursprüngliche Gemeindegebiet Eibergs ist durch das Gesetz über die Neuregelung der kommunalen Grenzen im rheinisch-westfälischen Industriebezirke von 1926 in Teilen an die Stadt Steele, die Stadt Wattenscheid und die Stadt Bochum gegangen. Heute gehört der größte Teil Eibergs zu Freisenbruch. Andere Teile gehören zum Essener Stadtteil Horst, zu Sevinghausen (Stalleicken), Höntrop und Dahlhausen.

### Bergbau im Gebiet Freisenbruchs

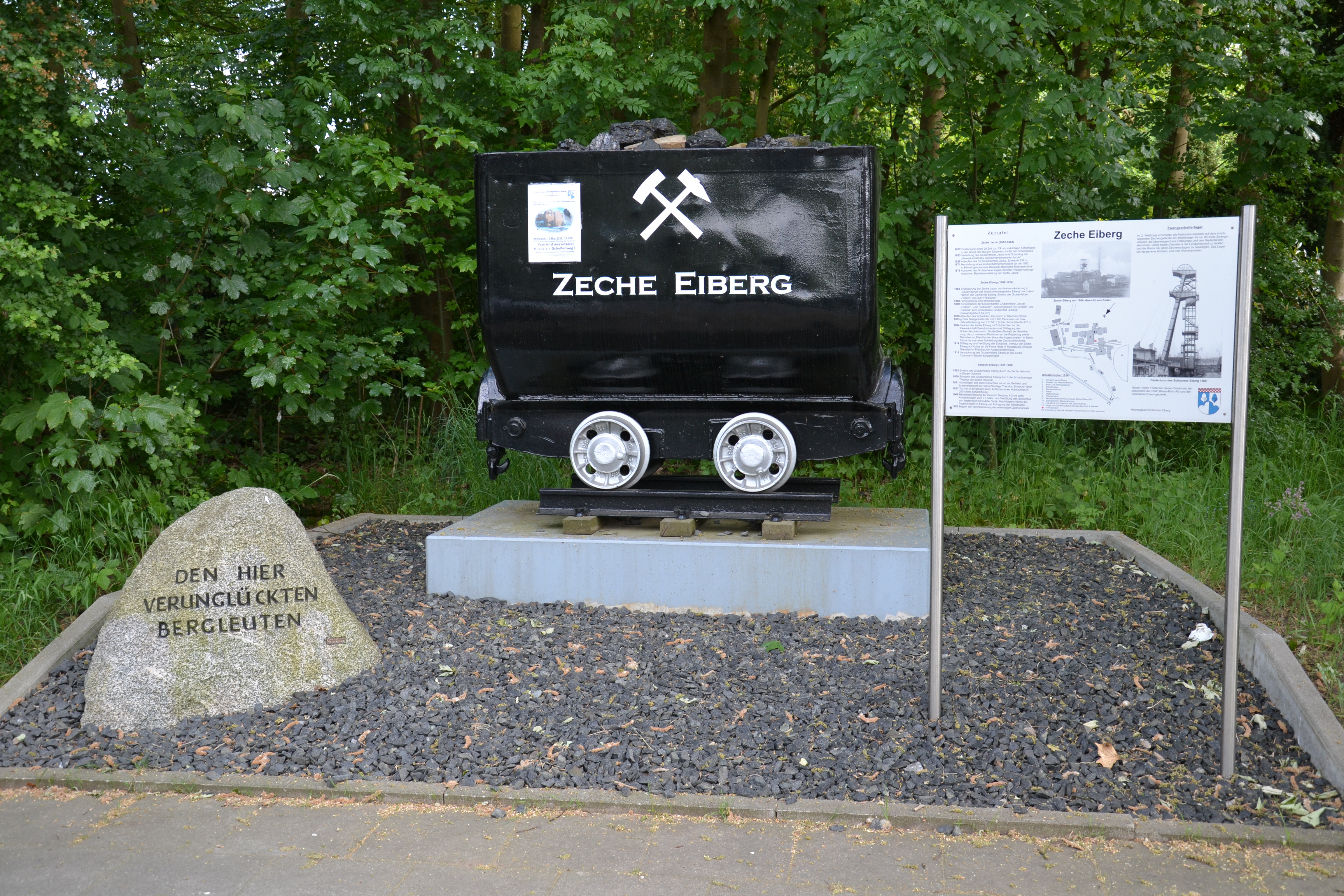
Zeche Eiberg, Gedenkstätte

Im äußersten Westen Freisenbruchs, beim heutigen Bahnhof Essen-Steele Ost, war der Hünninghauser Erbstolln zwischen 1725 und 1815 in Betrieb. 1728 entstand nordöstlich davon die Zeche Hünninghauserbank. Sie wurde 1823 stillgelegt und konsolidierte vier Jahre später mit der Zeche Einigkeit, die aus weiteren Kleinzechen entstand.
1756 wurde die größte Zeche im Essener Osten, die Zeche Eintracht Tiefbau, in Betrieb genommen. Der ehemalige Schacht 2 – Schacht Heintzmann – befand sich am Ende der heutigen Alleestraße. Neben einigen Restgebäuden ist noch ein im Ruhrgebiet seltener und daher historisch interessanter Kokskohleturm vorhanden. Die Schächte 1 und 3 lagen im Südwesten Freisenbruchs und wurden 1925 mangels abbauwürdiger Kohlevorräte geschlossen.
1836 nahm die Zeche Fridolin im Eiberger Bereich den Betrieb auf. Aus der seit 1858 arbeitenden Zeche Jacob entstand 1882 im zu Freisenbruch gehörigen Teil Eibergs die Zeche Eiberg, zu der ab 1899 die Zeche Fridolin konsolidierte. Die Zeche Eiberg wurde 1914 stillgelegt. Zwischen 1951 und 1968 wurde nochmals aus dem Schacht Eiberg gefördert. An seiner Stelle befindet sich heute eine Reihenhaussiedlung.

### Freisenbrucher Hütte
Auf dem heute zu Essen-Horst gehörenden Grundstück Dahlhauser Straße 103 errichtete die 1856 gegründete Gewerkschaft Neu-Schottland ab 1860 die Freisenbrucher Hütte, ein Schmelzwerk mit zwei Hochöfen zur Eisenerzeugung. Diese firmierte später als Union Horst und schließlich, nach der Eingemeindung, als Eisenwerk Steele; an letztere Bezeichnung erinnert bis heute die benachbarte Bushaltestelle. Von 1904 bis 1993 produzierten auf diesem Areal die Vereinigten Schraubenwerke.

### Wappen
Blasonierung des Wappens von Freisenbruch: „In Gold (Gelb) aus einem dreireihig von Rot und Silber (Weiß) geschachten gebrochenen Sparren, drei gefächerte schwarze Schilfrohrkolben mit grünen Stängeln.“
Das Wappen wurde von Kurt Schweder entworfen und hatte nie offiziellen Charakter. Ende der 1980er Jahre schuf der Heraldiker für alle Essener Stadtteile Wappen. Sie sind inzwischen von der Essener Bevölkerung gut angenommen worden.
Das Wappen ist ein sogenanntes redendes Wappen; die drei Rohrkolben stehen zusammen mit dem gebrochen märkischen Schachsparren für den Namensbestandteil bruch (Moor, sumpfiges Gelände). Der Hof Freisenbruch (Friesenbroke) war der Grafschaft Mark grundsteuerpflichtig.
Des Weiteren gibt es eigene Wappen der zu Freisenbruch gehörenden Oststadt und des in Teilen zu Freisenbruch gehörenden Eiberg:

Wappen von Freisenbruch
Wappen der Oststadt
Wappen von Eiberg

## Bevölkerung
Am 31. März 2025 lebten 16.484 Einwohner in Freisenbruch.
Strukturdaten der Bevölkerung in Freisenbruch (Stand: 31. März 2025):
- Bevölkerungsanteil der unter 18-Jährigen: 20,2 % (Essener Durchschnitt: 16,9 %)[8]
- Bevölkerungsanteil der mindestens 65-Jährigen: 22,1 % (Essener Durchschnitt: 21,7 %)[9]
- Ausländeranteil: 18,8 % (Essener Durchschnitt: 20,6 %)[10]

## Verkehr
Zu Freisenbruch gehört der S-Bahn-Haltepunkt Essen-Eiberg. Dort verkehrt die S-Bahnlinie S1 mit direkten Verbindungen in die Essener Innenstadt und in einige umliegende Großstädte des Ruhrgebietes.
Ebenfalls an dieser S-Bahnstrecke liegt am westlichen Ende Freisenbruchs der heutige S-Bahn-Haltepunkt Essen-Steele Ost. Dieser Bahnhof wurde bereits 1862 an der Bergisch-Märkischen Eisenbahn errichtet und trug im Verlauf der Zeit die Namen Königssteele, Steele, Steele-Nord und Steele Hbf.
Die Buslinien 164/184, 170, 174, und 363 sowie der Nachtexpress NE5 sind mit Freisenbruch verbunden. Alle diese Buslinie verkehren zu den S-Bahnhöfen Essen-Steele Ost und Essen-Steele. Am Bahnhof Essen-Steele besitzen sie Anschluss an die Linien 103 und 109 Straßenbahn Essen. Die Linie 363 verkehrt darüber hinaus ins benachbarte Bochum-Wattenscheid-Höntrop, wo Anschluss an die Linien 302 (Wattenscheid-Mitte) und 310 (Höntrop Kirche) der Straßenbahn Bochum bestehen. Im Nachtverkehr wird Freisenbruch von der Linie NE51 bedient.
| Linie   | Verlauf | Takt (Mo–Fr)        | Betreiber           |
| ------- | --- | ------------------- | ------------------- |
| 170     | Borbeck Bf – Borbeck Germaniaplatz – Bergeborbeck – Vogelheim – Altenessen Mitte – Katernberger Markt – Zollverein Nord Bf – Schonnebeck – Zeche Bonifacius – Kray Nord Bf – Kray Mitte – Leithe – Freisenbruch – Steele Ost – Steele | 20 min 10 min (HVZ) | Ruhrbahn            |
| 174     | Steele – Steele Ost – Freisenbruch – Eiberg – Eiberg Kirche | 20 min              | Ruhrbahn            |
| 164 184 | Ringlinie Steele-Hörsterfeld: Steele – Ruhraue – Hörsterfeld – Eiberg – Freisenbruch – Steele Ost – Steele Linie 164 verkehrt gegen den Uhrzeigersinn, die Linie 184 verkehrt im Uhrzeigersinn.                                       | –                   | Ruhrbahn            |
| 363     | Steele – Steele Ost – Essen-Freisenbruch – Bochum-Höntrop Kirche – Wattenscheid-Mitte August-Bebel-Platz – Südfeldmark | 30 min              | Bogestra / Ruhrbahn |
| NE51    | Steele → Steele Ost → Freisenbruch → Bergmannsfeld → Freisenbruch Süd → Steele Ost → Steele Während der Brückensperrung in Horst | 60 min              | Ruhrbahn            |

## Kultur
Freisenbruch ist Teil der Stadt Essen und teilt deren Kulturangebote.
Der Sportverein TC Freisenbruch 02 ist zwar spielerisch unbedeutend (Kreisliga A Süd), hat aber durch die Verwendung digitaler Verfahren weltweit Aufmerksamkeit gefunden.
Der Karnevalsverein Gänsereiter-Club besteht seit 1926, der Bürger-Schützen Verein Freisenbruch seit 1927.